# Gabriela Adameșteanu

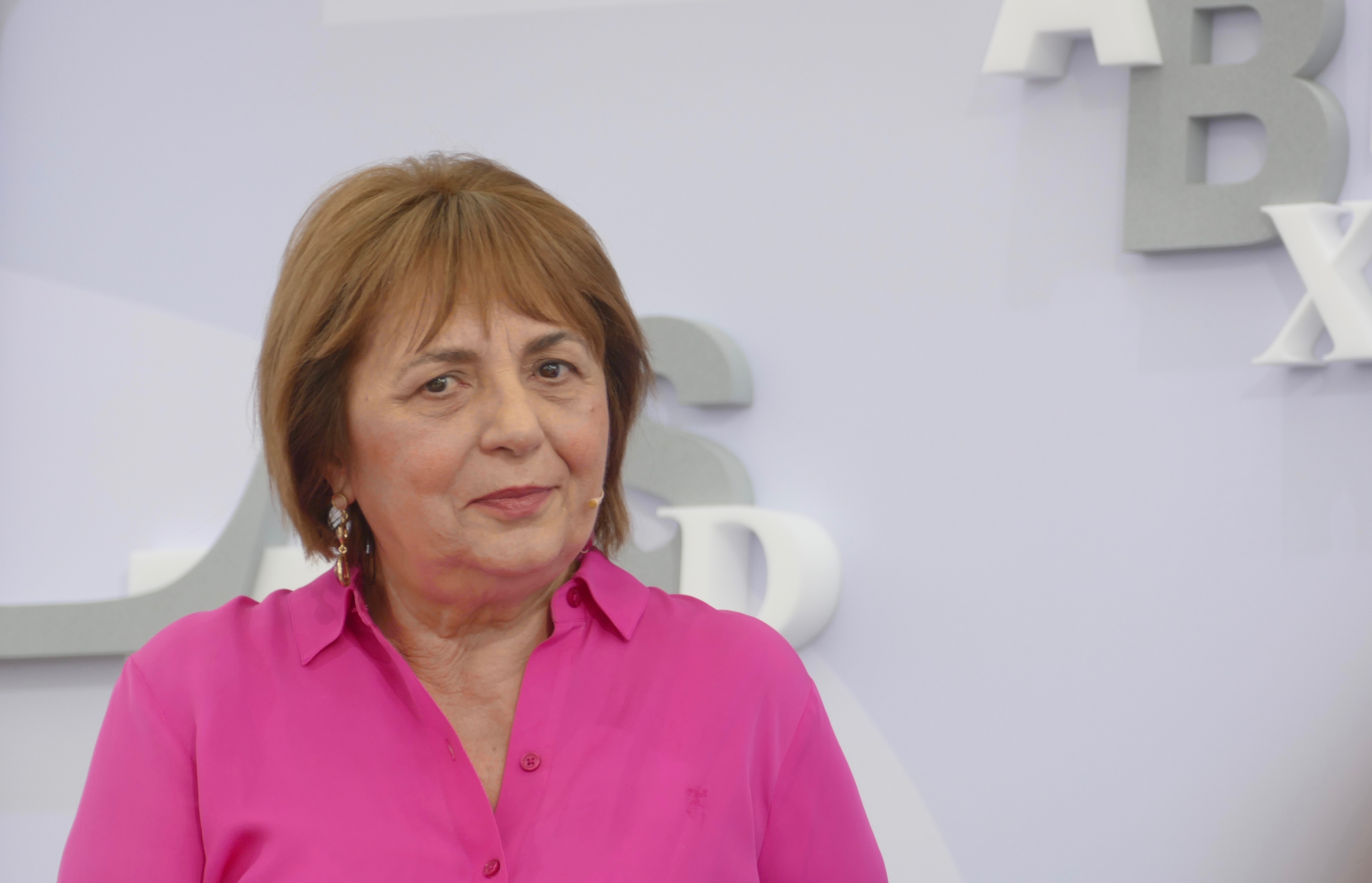
Gabriela Adameșteanu (2018)

Gabriela Adameșteanu (geboren 2. April 1942 in Târgu Ocna) ist eine rumänische Schriftstellerin.

## Leben

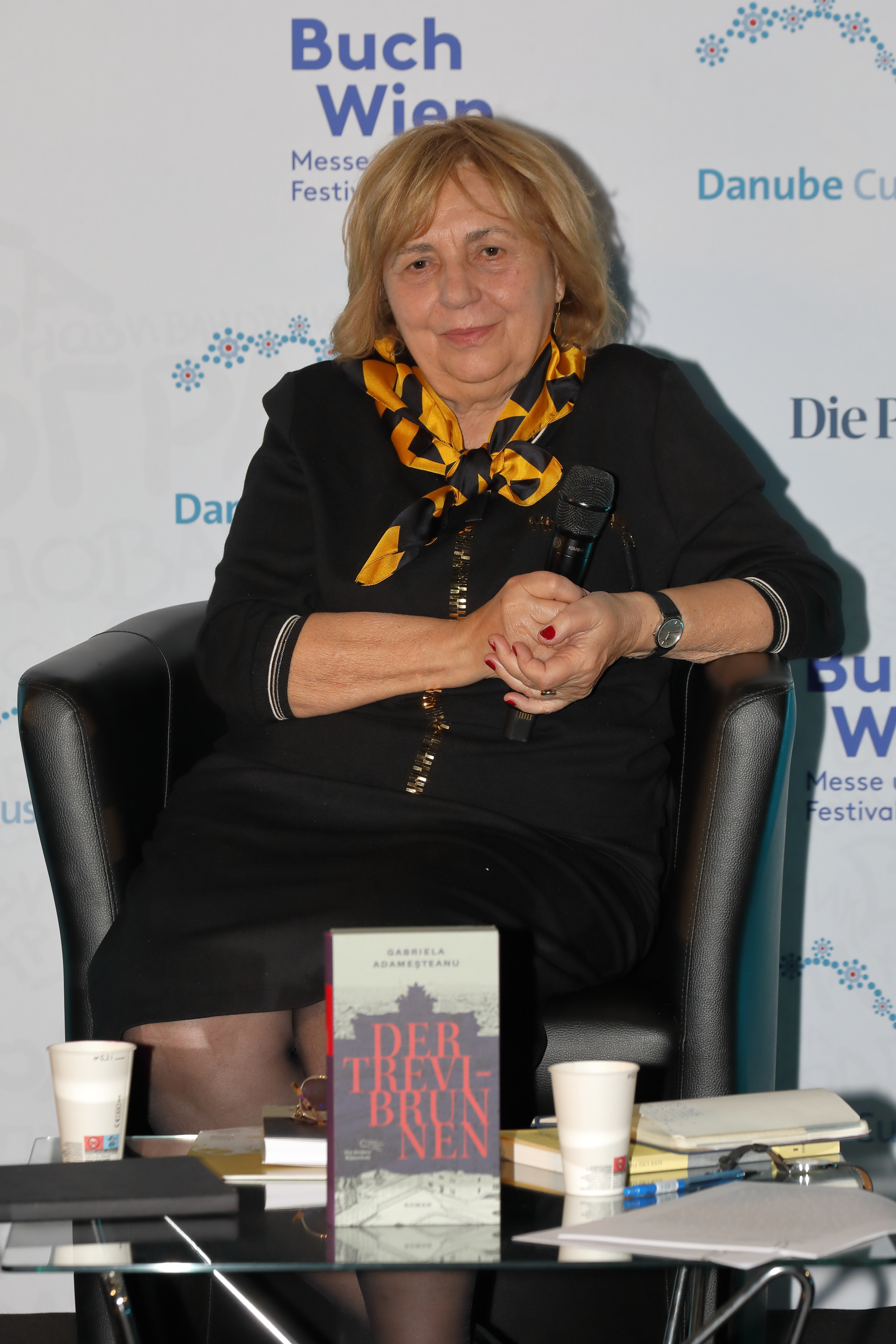
Adameșteanu bei der Präsentation eines ihrer Bücher auf der Buch Wien 2024

Gabriela Adameșteanu wuchs in Pitești auf. Ab 1960 studierte sie Rumänische Literatur an der Universität Bukarest und schrieb 1965 ihre Examensarbeit über Marcel Proust. Erste literarische Versuche konnte sie 1971 veröffentlichen, ihr Debütroman Drumul egal al fiecărei zile erschien 1975. Sie arbeitete zunächst beim Verlag Editura Politică, der 1966 zur Editura Științifică și Enciclopedică umfirmierte. Sie konnte in den rumänischen Literaturzeitschriften Viața Românească und România Literară veröffentlichen. In der Zeit der Diktatur von Nicolae Ceaușescu arbeitete sie für den Verlag Cartea Românească. Sie übersetzte je ein Werk von Guy de Maupassant und Héctor Bianciotti ins Rumänische. 1983 erschien ihr Roman Dimineață pierdută (Verlorener Morgen), der 1987 von Cătălina Buzoianu auf die Bühne gebracht wurde. Sie habe sich stets geweigert, mit dem rumänischen Geheimdienst Securitate zusammenzuarbeiten oder huldigende Artikel zu schreiben, „aber eben nie mehr. Nicht lügen war meine einzige, sicher minimalistische Devise“. In der Rumänischen Revolution 1989 wagte sie einen Protestaufruf bei Radio Free Europe zu unterstützen.
Nach 1991 wurde sie Redakteurin der Zeitschrift 22, die von der Grupul pentru Dialog Social (GDS) herausgegeben wird, und musste wegen ihrer Aktivität als Bürgerrechtlerin, für die sie 2002 den „Hellmann Hammett Award“ von Human Rights Watch erhielt, in ihrem literarischen Schaffen zurückstecken. Sie fungierte auch als Präsidentin des rumänischen P.E.N.
2019 wurde ihr von Eva Ruth Wemme ins Deutsche übersetzter Roman Verlorener Morgen mit dem Preis der Leipziger Buchmesse ausgezeichnet.
Gabriela Adameșteanu ist mit Gheorghe-Mihai Ionescu verheiratet und hat einen Sohn.

## Werke (Auswahl)
- Drumul egal al fiecărei zile (1975)
  - Der gleiche Weg an jedem Tag. Aus dem Rumänischen von Georg Aescht. Frankfurt, M. : Schöffling, 2013, ISBN 978-3-89561-297-8.
- Dimineață pierdută (1983)
  - Verlorener Morgen : Roman. Übersetzung aus dem Rumänischen von Eva Ruth Wemme. Berlin : AB – Die Andere Bibliothek, 2018, ISBN 978-3-8477-0404-1.
- Întâlnirea (2003)
  - Begegnung. Übersetzung aus dem Rumänischen von Georg Aescht. Klagenfurt/Celovec: Wieser, 2018, ISBN 978-3-99029-287-7.
- Mioritische Passivitat und Inauguralkomplex. Das literarische Leben Rumäniens unter mythologischem Aspekt. Aus dem Rumänischen von Anke Pfeifer, in: Sinn und Form, 2008, S. 233–241
- Provizorat (2010)
  - Das Provisorium der Liebe,[3] aus dem Rumänischen von Eva Ruth Wemme, Aufbau Verlag, Berlin 2021.